# Balotra
Balotra là một thành phố và khu đô thị của quận Barmer thuộc bang Rajasthan, Ấn Độ.

## Địa lý
Balotra có vị trí 25°50′B 72°14′Đ / 25,83°B 72,23°Đ Nó có độ cao trung bình là 106 mét (347 foot).

## Nhân khẩu
Theo điều tra dân số năm 2001 của Ấn Độ, Balotra có dân số 61.724 người. Phái nam chiếm 54% tổng số dân và phái nữ chiếm 46%. Balotra có tỷ lệ 62% biết đọc biết viết, cao hơn tỷ lệ trung bình toàn quốc là 59,5%: tỷ lệ cho phái nam là 73%, và tỷ lệ cho phái nữ là 49%. Tại Balotra, 17% dân số nhỏ hơn 6 tuổi.